# 19곰 테드 (드라마)
《19곰 테드》(영어: Ted)는 피콕에서 2024년 1월부터 방영 예정인 미국의 코미디 드라마이다. 영화 《19곰 테드》의 프리퀄 작품이다.

## 출연
- 세스 맥팔레인 - 테드 역
- 얼라나 우바크 - 수전 베넷 역
- 스콧 그라임스 - 매트 베넷 역
- 맥스 버크홀더 - 존 베넷 역
- 조지아 위검 - 블레어 역